# Hydre de Lerne
Pour les articles homonymes, voir Hydre.
L’Hydre de Lerne (en grec ancien Λερναία Ὕδρα / Lernaía Húdra) est une créature de la mythologie grecque.
Tuer l'Hydre de Lerne constitue le deuxième des douze travaux d'Héraclès.

## Étymologie
Le mot féminin ὕδρα, húdra dérive de ὕδωρ, húdōr (« eau »). Il signifie « serpent d'eau ». C'est le nom de l'Hydre de Lerne et de sa constellation.

## Généalogie et naissance
L'Hydre fut engendrée par Typhon et Échidna, puis élevée par Héra, sous un platane à proximité de la source Amymone et des marais de Lerne, en Argolide (approximativement face à Nauplie, au sud d'Argos).
« [...] la divine Échidna au cœur intrépide, moitié Nymphe aux yeux noirs et aux belles joues, moitié serpent énorme et terrible, marqué de taches diverses et nourri de chairs sanglantes dans les entrailles de la Terre sacrée. Ce monstre habite un antre profond dans le creux d'un rocher, loin des hommes et des Immortels : c'est là que les dieux lui assignèrent une glorieuse demeure. Renfermée dans Arime, la fatale Echidna vivait sous la terre, toujours affranchie de la vieillesse et du trépas. Typhon, ce vent fougueux et redoutable, s'unit, dit-on, avec cette Nymphe aux yeux noirs, qui, devenue enceinte, enfanta une race courageuse, d'abord Orthos, ce chien de Géryon, ensuite l'indomptable Cerbère, qu'on ne nomme qu'avec effroi, ce gardien d'Hadès, ce dévorant Cerbère à la voix d'airain, aux cinquante têtes, ce monstre impudent et terrible, enfin la fatale hydre de Lerne, que nourrit Héra aux bras d'albâtre, pour assouvir son implacable haine contre Hercule [...] ».

## Descriptions
L'Hydre est décrite de façon différente selon les versions :
- Dans la plupart des versions, elle a un corps de serpent et entre cinq et neuf têtes. D'autres versions lui donnent une centaine de têtes[5].
- Hésiode ne précise pas sa morphologie.
- Le Pseudo-Apollodore est plus précis : « Elle était d'une grandeur démesurée ; elle avait neuf têtes, dont huit étaient mortelles, et la neuvième immortelle. »[6].
- Certaines versions lui donnent un corps de chien et neuf têtes de serpent[7].
- La tête centrale, « tête intelligente », en partie faite d'or, dirigeait le corps et était immortelle[8].
- L'haleine soufflée par les multiples gueules exhale un dangereux poison, même pendant le sommeil du monstre[9].
- Lors de sa naissance, elle ne possédait qu'une tête, immortelle, qui se dédoubla ensuite pour former toutes les autres, mortelles (quelques-unes ou des centaines selon les versions)[10].
- Le Liber monstrorum[11], catalogue de peuples et créatures légendaires anonyme du VIIIe siècle, la décrit sans la qualifier d'hydre :

« Les fables des poètes imaginent qu'un serpent de Lerne avait une haleine terrible, qu'il était venimeux du venin du Tartare et terrible avec sa triple langue. Du milieu de son front bouillonnait une foule immense de monstres et de serpents, et des poils de l'espèce vipère des Euménides, tels des prodiges effrayants, bouillonnaient autour de la face de ce serpent, en d'innombrables amas de nœuds. On dit qu'il entoura autrefois Hercule de cette foule de serpents et de têtes sifflantes, et dans cette situation, on dit que rien ne lui servit. »

- Cependant, dans trois autres passages, ce même livre décrit des serpents qu'il présente comme des hydres :

« L'Hydre est décrite comme ayant été un serpent armé qui frappa Eurydice, la femme d'Orphée, à la tête sur la rive d'une rivière, et la noya dans le déluge ; [...]
Les hydres sont des serpents aquatiques qui vivent dans les rivières et les étangs, comme on le dit d'autres vers de l'Inde. On raconte qu'une certaine race vivant près de l'océan les aurait tirés de la rivière Occluada pour les manger, plus épais qu'une cuisse humaine et plus rouges que l'écarlate. [...]
Ils disent aussi que dans le monde souterrain Tisiphone est ceint d'un manteau sanglant, blessant les âmes avec un fouet de vipère, et gardant le vestibule de la ville, qui (ils mentent) a été entouré d'un triple mur, et du flot enflammé du Pyriphlegothontis tartaréen, qui, pensent-ils, brise les rochers retentissants avec des flammes rapides, et ils imaginent qu'une hydre garde le vestibule intérieur de la ville, qui, selon eux, habite le siège tartaréen avec cinquante têtes. »

## Les travaux d'Héraclès (Hercule)

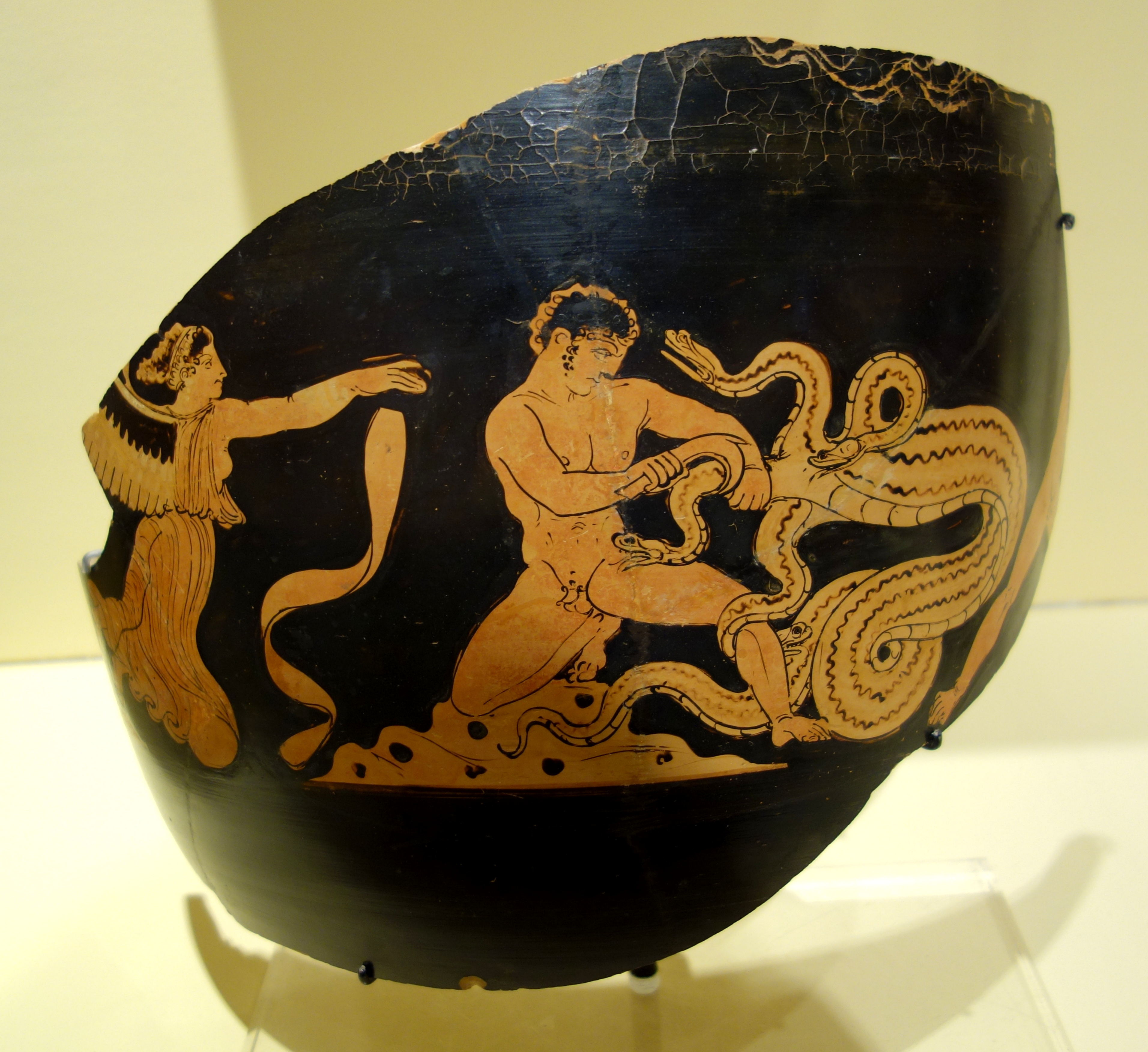
Fragment de jarre italiote à figures rouges montrant Héraclès contre l'hydre de Lerne. Italie du Sud, 375/340 avant notre ère.

L'Hydre vivait dans une caverne près du lac de Lerne. Héraclès fut envoyé par le roi Eurysthée pour la tuer (c'est le deuxième des « douze travaux » d'Héraclès).
Hésiode donne peu d'information sur la mort de l'Hydre :
« [...] Hercule ; mais ce fils de Zeus, armé du glaive destructeur et secondé du vaillant Iolaos, immola cette hydre, d'après les conseils de la belliqueuse Athéna. ».
Le pseudo-Apollodore est plus détaillé :
« Le second des travaux qu'il lui ordonna, fut de tuer l'Hydre de Lerne. Cette Hydre, nourrie dans les marais de Lerne, sortait dans les champs ; ravageait le pays et détruisait les troupeaux. Elle était d'une grandeur démesurée; elle avait neuf têtes, dont huit étaient mortelles, et la neuvième immortelle. Hercule monté sur son char, qu'Iolaos conduisait, arriva à Lerne, où il arrêta ses chevaux. Ayant trouvé l'Hydre sur une petite élévation, près des sources de la fontaine Amymone où était son repaire, il la força à en sortir en lui lançant des traits enflammés. Il la saisit alors et l'arrêta : mais, s'étant entortillée autour d'un de ses pieds, elle l'entravait lui-même. Il frappait ses têtes à coups de massue, et cela ne servait de rien, car pour une qu'il abattait, il en renaissait deux : de plus, un crabe monstrueux prêtait secours à l'Hydre en le mordant au pied, il commença donc par tuer le crabe ; il appela ensuite à son aide Iolaos, qui ayant mis le feu à un bâton, brûlait avec des tisons enflammés les têtes à mesure qu'elles repoussaient, et les empêchait de renaître. Étant ainsi parvenu à détruire ces têtes renaissantes, il enterra celle qui était immortelle sur le chemin de Lerne à Eléonte, et mit une très grosse pierre dessus. Ayant ensuite ouvert son corps, il trempa la pointe de ses flèches dans son fiel. Eurysthée ne voulut point que cette action fût comptée dans les douze travaux, parce que, pour détruire l'Hydre, il avait eu besoin du secours d'Iolaos. ».
Héraclès trempa ses flèches dans le sang de la bête afin de rendre mortelle leur blessure. Ce sang entrera dans la composition du philtre empoisonné que le centaure Nessos, en mourant, offrit à Déjanire. Ce poison provoquera la mort d'Héraclès. Ces flèches empoisonnées causeront la mort des centaures Chiron et Nessos, de Géryon. Héraclès les léguera à son compagnon Philoctète et, ce dernier s'étant blessé avec l'une d'elles, il tombera malade et sera rejeté par les Grecs en route vers Troie.
Le sang de l'Hydre se serait déversé dans les eaux du fleuve Anigros et leur aurait donné une odeur pestilentielle.

Déjà au IIIe siècle avant notre ère, Paléphatos de Samos (Histoires incroyables, XXXVIII), comme pour de nombreux autres mythes, remet en question l'existence de l'Hydre de Lerne.
« On dit aussi de l'Hydre de Lerne que c'était un serpent pourvu de cinquante têtes sur un seul corps ; quand Héraclès tranchait l'une de ses têtes, deux surgissaient. Un crabe vint au secours de l'Hydre. Et puisque le crabe avait aidé l'Hydre, Iolaos aida Héraclès.
Il est fou, celui qui croit que l'une de ces choses est arrivée. L'aspect même de ce monstre est ridicule. Et comment se fait-il qu'Héraclès, alors qu'il sectionnait une tête, n'était pas dévoré ou harcelé par les autres ?
Voici donc comment cela se passa.
Lerne régnait sur un territoire qui portait son nom. En ce temps-là, tous les hommes vivaient dans des villages ; à présent, ce territoire est habité par les Argiens. Les cités d'alors s'appelaient Argos, Mycènes, Tyrrhènes, Lerne, et chacune d'elles était gouvernée par un roi. Les autres souverains étaient soumis à Eurysthée, fils de Sthénélos et petit-fils de Persée. Le royaume de Mycènes était le plus étendu et le plus peuplé. Mais Lerne refusait de lui être assujetti. C'est donc pour ce motif qu'il lui faisait la guerre.
Il y avait à Lerne, à l'entrée du pays, une citadelle fortifiée, gardée par cinquante courageux archers ; ils se tenaient sur la tour, nuit et jour sans interruption. La citadelle se nommait Hydre. Eurysthée envoya Héraclès pour détruire cette citadelle. Les sujets d'Héraclès assaillaient les archers de la tour avec des projectiles enflammés. Quand l'un d'eux, touché, tombait, deux autres prenaient sa place, car le mort était brave.
Tourmenté par la guerre à cause d'Héraclès, Lerne engagea des mercenaires cariens. Un homme nommé Crabe, puissant et belliqueux, arriva à la tête d'une armée. Et avec son aide, ils attaquaient Héraclès.
Par la suite, Iolaos, fils d'Iphiclès et neveu d'Héraclès, vint de Thèbes lui prêter main-forte avec une armée. S'étant approché de l'Hydre, il mit le feu à la tour qui se dressait sur la forteresse. Grâce à cette tactique, Héraclès les vainquit ; il tua l'Hydre et anéantit l'armée.
De cet événement on a écrit que l'Hydre était un serpent, et on a formé le mythe. »
Paul Veyne, commentant les Histoires incroyables, écrit : « Critiquer les mythes n'est pas en démontrer la fausseté, mais plutôt retrouver leur fond de vérité ». Il décrit l'Argolide mycénienne comme une riche plaine agricole parsemée par les hameaux précaires des ouvriers agricoles et par les grosses fermes fortifiées (les cités) des familles dominantes (les rois et leurs clans) liés par de complexes relations de type féodal, et employant des mercenaires venus de l'extérieur (tel Héraclès) tantôt pour régler des comptes politiques, tantôt pour effectuer des travaux de force ou exterminer des animaux jugés nuisibles ; la tradition orale dans la suite des générations et les effets du vin ont progressivement donné à ces faits leur aura fantastique, avant que le tout ne soit finalement fixé par écrit.

## La constellation de l'Hydre
Une autre constellation, appelée « Hydre mâle » a été inventée par les navigateurs hollandais à la fin du XVIe siècle pour remplir un espace sans dénomination près du pôle sud céleste. Elle n'a rien à voir avec l'Hydre de Lerne de la mythologie grecque.

### Sources antiques
- Hésiode : Théogonie, 313.
- Euripide (au pluriel) : Les Héraclides, 950 ; Les Phéniciennes, 1136.
- Sophocle : Les Trachiniennes, 574 ; 836 ; 1094.
- Platon : La République, 426e.
- Aratos de Soles (constellation) : Les Phénomènes, 444 ; etc.